# Вангенгейм, Кира Алексеевна
Кира Алексеевна Вангенгейм  (12 декабря 1908, Карачев — 10 ноября 1991, Донецк) — психиатр, патоморфолог, профессор Свердловского медицинского института.

## Биография
Родилась 12 декабря (30 ноября по старому стилю) 1908 года в городе Карачев Орловской губернии (ныне — Брянская область). Отец Киры Вангенгейм — Алексей Феодосьевич Вангенгейм, репрессирован в 1934 году, расстрелян в 1937.
Получила разностороннее образование в своей семье. Владела игрой на фортепиано, свободно говорила на немецком, французском и английском языках.
В 1926 году поступила в Ленинградский институт медицинских знаний (переименованный в 1930 году во 2-й Ленинградский мединститут), окончила его с отличием в 1931 году.
После завершения обучения направлена на работу в Березники. Работала врачом городского лечебно-профилактического объединения. В 1933 году перевелась в Пермь, занималась врачебным обследованием детских домов. С 1934 года Кира Алексеевна начала специализироваться по психиатрии и патоморфологии мозга в Пермском психоневрологическом институте под руководством А. Ю. Выясновского, с которым у неё и других молодых врачей института возник конфликт. В результате переехала в Свердловск, работала прозектором и ординатором в Свердловской областной психиатрической больнице.
С 1937 года приглашалась для проведения занятий со студентами по патоморфологии психозов. В этот период она одной из первых в СССР приступила к научной работе по изучению инсулинотерапии психических заболеваний. В 1939 году защитила кандидатскую диссертацию «Инсулинотерапия шизофрении».
С августа 1941 года приступила к работе на кафедре психиатрии СГМИ ассистентом. С 1949 года — доцент кафедры.
В 1953 году защитила докторскую диссертацию на тему «Психозы при некоторых общих заболеваниях», и в 1954 году ей была присвоена ученая степень доктора медицинских наук, чуть позже утверждена в ученом звании профессора. После того, как кафедру оставил профессор Малкин П. Ф., его ученица Вангенгейм К. А. была назначена заведующей кафедрой, которую и возглавляла до 1973 года. В 1959—1961 гг. — декан лечебно-профилактического факультета СГМИ.
Опубликовала 55 фундаментальных научных работ, в том числе монографию «Соматогенные психозы» (1962 г.). Под ее редакцией выпущено 5 научных сборников работ кафедры, выполнено и успешно защищено 9 кандидатских и одна докторская диссертация. В 1973 году Кира Алексеевна ушла на заслуженный отдых1.
Умерла 10 ноября 1991 года в Донецке.

### Монографии
Соматогенные психозы. — М.: Медгиз, 1962.